# Соляных, Евгения Сергеевна
Евгения Сергеевна Соляных (28 декабря 1982, Смоленск, РСФСР, СССР) — российская актриса театра и кино, продюсер.

## Биография
Евгения Соляных родилась 28 декабря 1982 года в Смоленске.
В школьные годы, Евгения увлеклась конным спортом. В подростковом возрасте Евгения поступила в модельную школу «Подиум», участвовала в показах мод.

### Образование
В 2004 году Евгения поступила в РАТИ (ГИТИС), в мастерскую Сергея Проханова. 
После окончания, начала играть на сценах Театра Луны и Театра Романа Виктюка.

### Творчество
С 2010 года Евгения Соляных является актрисой в Театре Романа Виктюка. Она задействована в спектаклях «Последняя любовь Дон Жуана», «Коварство и любовь», «Король-Арлекин» и «Нездешний сад».
В 2018 году Евгения Соляных дебютировала как продюсер. Она является продюсером фильмов режиссёра Владимира Мирзоева «Русская смерть» и «Как Надя пошла за водкой», где также она сыграла главную роль.

## Фильмография
Как актриса:
- 2006 — «Случайный попутчик» — эпизод
- 2009 — «Однажды будет любовь» — Майя - актриса, девушка Николая
- 2009 — «Правда скрывает ложь» — Алиса - девушка Тимошина
- 2010 — «Любовь и прочие глупости» — Лена
- 2011 — «Грибной царь» — Тоня в молодости
- 2011 — «Назад – к счастью, или Кто найдёт Синюю птицу» — менеджер в отеле
- 2013 — «Супер Макс» — жена Петра Сергеевича
- 2013 — «Умник» — Татьяна Юрьевна, учительница английского языка
- 2013 — «Цена жизни» — Татьяна - жена Шагина
- 2014 — «Законы улиц» — Наталья Холодова
- 2014 — «Любовь напрокат» — Соня - подруга Лены
- 2014 — «Хорошие руки» — эпизод
- 2015 — «Измены» — секретарь Олега Ивановича
- 2015 — «Озабоченные, или Любовь зла» — эпизод
- 2015 — «Я знаю твои секреты» — Лена
- 2016 — «Маргарита Назарова» — Илзе - дочь Витаса, балерина
- 2016 — «Сейф» — главная роль
- 2017 — «Ночь после выпуска» — Наталья Андреевна Самохина - мать Леры
- 2017 — «Оперетта капитана Крутова» — Лещинская
- 2018 — «Между нами девочками. Продолжение» — фиктивная жена Левандовского
- 2018 — «Русская смерть» — Валя
- 2019 — «Галка и Гамаюн» — Немирова
- 2020 — «Как Надя пошла за водкой» — Валя (главная роль)
- 2021 — «Моя большая тайна» — Валерия
- 2021 — «Не буди лихо!» — Ядвиго

Как продюсер:
- 2018 — «Русская смерть» (короткометражный)
- 2020 — «Как Надя пошла за водкой»

## Театральные работы
Театр Луны
- «Я... скрываю»
- «Гамлет - точка G»
- «Оскар и Розовая Дама»
- «Путешествие дилетантов»

Театр Романа Виктюка
- «Король-Арлекин» — Коломбина (реж. Роман Виктюк, 2010)

- «Нездешний сад» — Марго Фонтейн

- «Коварство и любовь» — Луиза

- «Последняя любовь Дон Жуана» — Мадам Кассен

## Личная жизнь
Замужем с 2008 года.
- Сын —Андрей (род. 10 апреля 2016)

## Оценки творчества
Фильмы «Русская смерть» и «Как Надя пошла за водкой», спродюсированные Евгенией Соляных ,получили различные оценки от кинокритиков и обозревателей. Обозреватель «Независимой газеты» Наталия Григорьева в своей рецензии на фильм дала оценку героине Евгении Соляных.
Фильм «Как Надя пошла за водкой» был номинирован на премию «Золотой орёл 2021» в номинациях «Лучший фильм» и «Лучший режиссер». На фестивале «Амурская осень» в октябре 2020 года фильм победил в номинации «За вклад в кинематограф».